# Stazione di Acquappesa
La stazione di Acquappesa è una fermata ferroviaria posta sulla linea Battipaglia-Reggio Calabria. Serve il centro abitato di Acquappesa.

## Storia
La stazione di Acquappesa entrò in servizio il 31 luglio 1895, come parte del tronco ferroviario da Praia d'Ajeta a Sant'Eufemia Marina. Successivamente venne declassata a fermata.

## Movimento

### Trasporto regionale
La stazione è servita da treni Regionali che collegano Acquappesa con:
- Paola
- Cosenza
- Sapri

I treni del trasporto regionale vengono effettuati con E.464 con carrozze UIC-X restaurate + carrozze semipilota, carrozze MDVC, carrozze MDVE + carrozze semipilota, miste di prima e seconda classe. Inoltre vengono utilizzati i treni Minuetto ALe 501/502.